# Landon Jackson
Landon Jackson (Texarkana, 2 gennaio 2003) è un giocatore di football americano statunitense che milita nel ruolo di defensive end per i Buffalo Bills della National Football League (NFL).

## Carriera universitaria
Nella sua unica stagione a LSU nel 2021, Jackson disputò cinque partite. L'anno successivo decise di trasferirsi ad Arkansas. Nel 2022 disputò tutte le 13 partite, di cui 7 come titolare, con 23 tackle e 3 sack. Nel 2023 disputò tutte le 12 partite come titolare, totalizzando 44 placcaggi, di cui 13,5 con perdita di yard, e 6,5 sack, venendo inserito nella prima formazione ideale della Southeastern Conference (SEC) dagli allenatori e nella seconda dall'Associated Press. Nel 2024 Arkansas ebbe un record di 6-6, qualificandosi per il Liberty Bowl, mentre Jackson fu inserito nella seconda formazione della SEC. Nel Senior Bowl mise a segno 1,5 placcaggi e un sack con cui forzò un fumble.

## Carriera professionistica

### Buffalo Bills
Jackson fu scelto nel corso del terzo giro (72º assoluto) del Draft NFL 2025 dai Buffalo Bills.